# Satomi Majima
Satomi Majima (間嶋 里美 Majima Satomi?,  Itoigawa, Prefectura de Niigata, Japón, 22 de abril de 1955) es una ex-actriz de voz japonesa, cuyo período de actividad estuvo vigente desde 1977 a 1985, cuando se casó con el también actor de voz Tōru Furuya. A pesar de que su carrera como actriz de voz fue relativamente corta, algunos de sus papeles más conocidos son el de Sanshirô en Plawres Sanshiro, Yasuo Mutsu en Armored Fleet Dairugger XV, Hibari Ōzora en Stop!! Hibari-kun!, Justin "Gen" Casey en Taimu Kyōshitsu: Tondera Housu no Daibōken y Tadashi Monono en Arcadia of My Youth: Endless Orbit SSX.

## Biografía
Majima nació el 22 de abril de 1955 en la ciudad japonesa de Itoigawa, Prefectura de Niigata. Durante la escuela secundaria fue miembro del club de teatro, y ganó una competencia de actuación del condado. Se graduó de la que hoy en día es la Secundaria Joetsu en 1973. Luego de su graduación, Majima se trasladó a Tokio y consiguió empleo en una compañía, mientras que por la noche aprendía actuación con la actriz Natsuko Kawaji. Majima abandonó la empresa dos años después para convertirse en actriz de voz, siendo su papel debut el de una estudiante en el anime Candy Candy. 
En marzo de 1985, se anunció el matrimonio de Majima con su coestrella del anime Stop!! Hibari-kun!, el también actor de voz Tōru Furuya. Sobre su encuentro con Furuya, Majima ha dicho que «la primera vez trabajé con mi marido fue en Mobile Suit Gundam, pero la primera vez que me encontré con él fue cuando yo volví a la serie en el papel de Miharu Ratokie. En ese entonces, Furuya tenía una pareja, Mami Koyama, no había ni siquiera una relación especial entre nosotros, solo éramos colegas». Con respecto a su primera impresión de Furuya, Majima también mencionó que era un hombre que se enfocaba en su trabajo y ni siquiera bebía, pensando que era "un hombre aburrido".
Majima aceptó los deseos de Furuya de retirarse del negocio de la actuación una vez finalizada la boda. Con Furuya, Majima tiene una hija, nacida en 1992.

## Filmografía

### Anime
1976
- Candy Candy como Estudiante

1977
- Ore wa Teppei

1978
- Haikara-san ga Tōru como Colegiala C
- Muteki Chōjin Zanbotto 3 como Hiromi

1979
- El Galáctico como Capitán
- Entaku no Kishi Monogatari Moero Āsā como Fīne
- Koguma no Misha como Baxon, Joey
- Galaxy Express 999 como Witch, Rosanne, Luna
- Mobile Suit Gundam como Miharu Ratokie, Kumu
- Muteki Kōjin Daitān 3 como Masaa

1980
- Ashita no Joe 2 como Clerk (ep 10)

1982
- Taimu Kyōshitsu: Tondera House no Daibouken como Gen

Nota: En el doblaje al inglés de la serie, al personaje de Gen se lo conoció como Justin Casey, mientras que al español latino se lo conoció como Justo García.
- Game Center Arashi como Arashi Ishino

1983
- Stop!! Hibari-kun! como Hibari Ōzora
- Plawres Sanshiro como Sanshirō Sugata